# تريستان بلاكمون
تريستان بلاكمون (بالإنجليزية: Tristan Blackmon)‏ هو لاعب كرة قدم أمريكي، ولد في 12 أغسطس 1996 في لاس فيغاس في الولايات المتحدة. لعب مع Orange County SC ‏.

## روابط خارجية
- تريستان بلاكمون على موقع الدوري الأمريكي (الإنجليزية)
- تريستان بلاكمون على موقع قاعدة بيانات كرة القدم.إي يو (الإنجليزية)
- تريستان بلاكمون على موقع Soccerway.com (الإنجليزية)